# 10000엔 지폐
10000엔 지폐(일본어: 一万円紙幣 いちまんえんしへい[*]) 또는 1만엔 지폐는 일본의 통화인 일본은행권 가운데 하나이다. 10000엔권 또는 1만엔권이라고도 불리며, 액면가가 10000엔인 지폐를 뜻한다. 지금까지 발행된 10000엔 지폐는 C권, D권, E권이다. 현재 발행되고 있는 지폐는 2004년에 도입된 후쿠자와 유키치의 초상이 그려진 E권이다.
일본에서는 속어로 “만엔 주세요”를 “유키치 주세요”라고도 한다. 10000엔 지폐의 가치는 대한민국 원으로 따지면 약 89790원의 가치를 가지고 있으며, 위안(중국 위안)로 따지면 470위안, 미국 달러로 따지면 65달러와 같은 가치를 가지고 있다.

## C호권
- 앞면 : 쇼토쿠 태자
- 뒷면 : 봉황
- 크기 : 가로 174mm, 세로 84mm
- 발행 개시 : 1958년 12월 1일
- 발행 정지 : 1986년 1월 4일
- 유효 통화

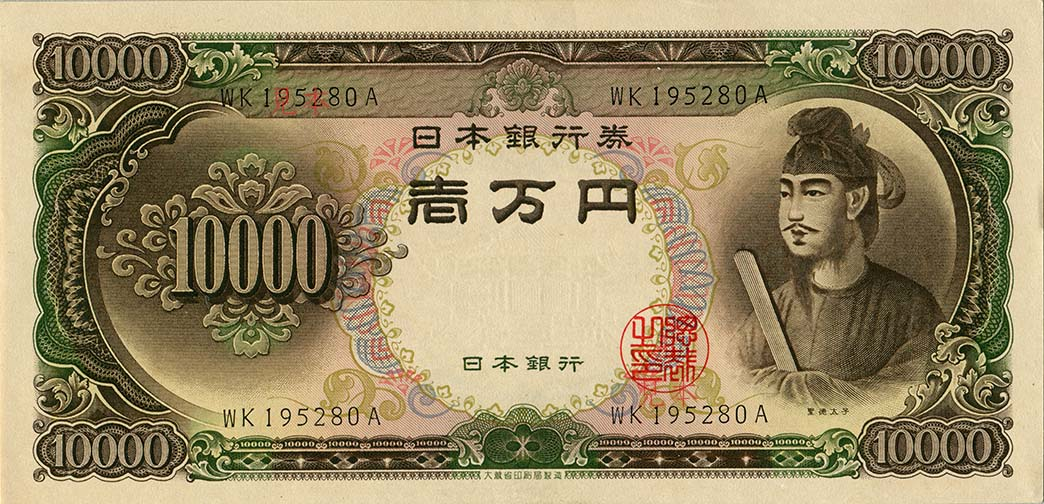
C호권 10000엔 앞면
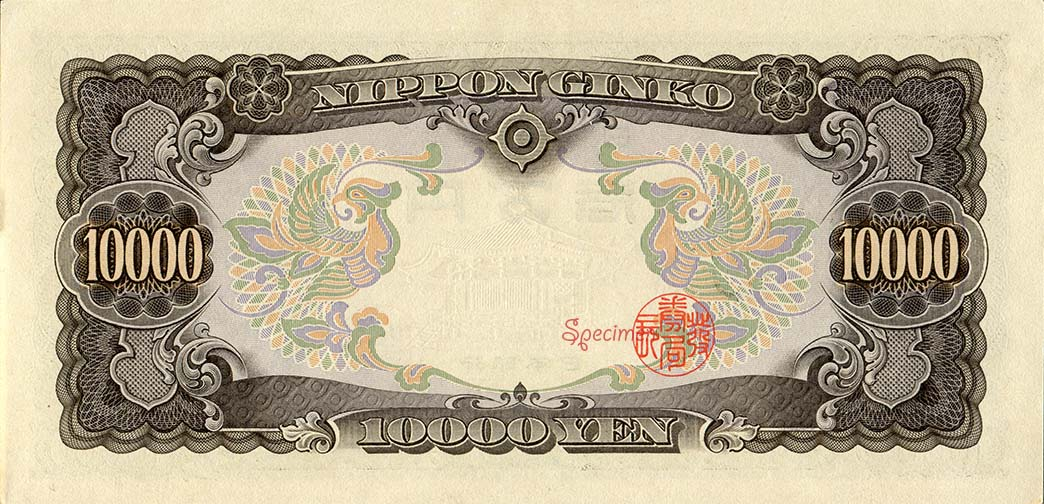
C호권 10000엔 뒷면

## D호권
- 앞면 : 후쿠자와 유키치
- 뒷면 : 꿩
- 크기 : 가로 160mm, 세로 76mm
- 발행 개시 : 1984년 11월 1일
- 발행 정지 : 2007년 4월 2일
- 유효 통화

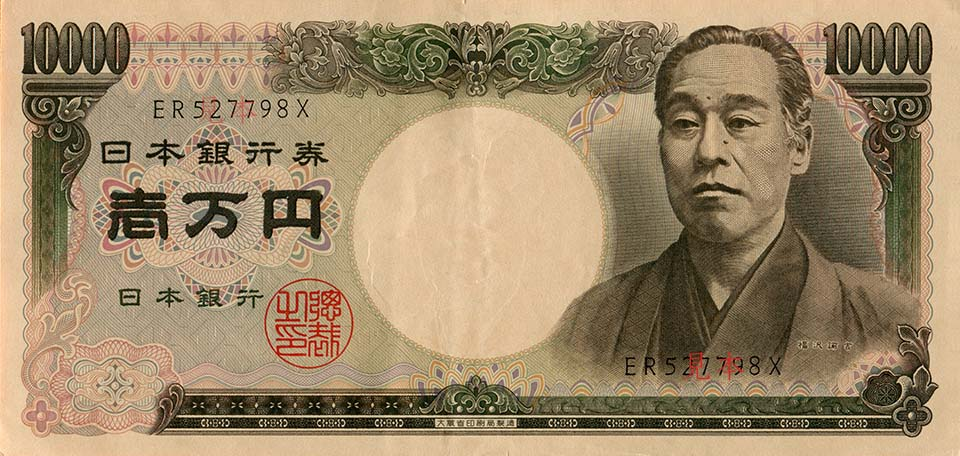
D호권 10000엔 앞면
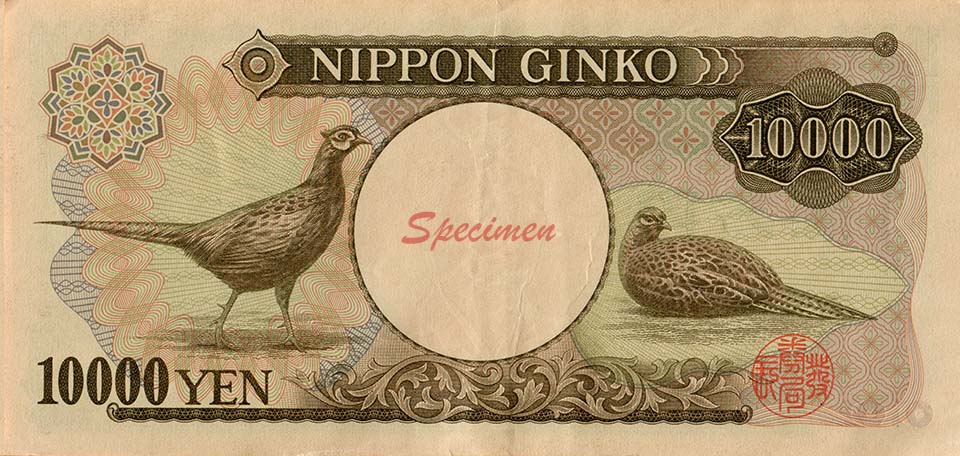
D호권 10000엔 뒷면

## E호권
- 앞면 : D호권과 같음.
- 뒷면 : 뵤도인의 봉황 조각상
- 크기 : D호권과 같음.
- 발행 개시 : 2004년 11월 1일
- 발행 정지 : 2063년 4월 2일
- 유효 통화

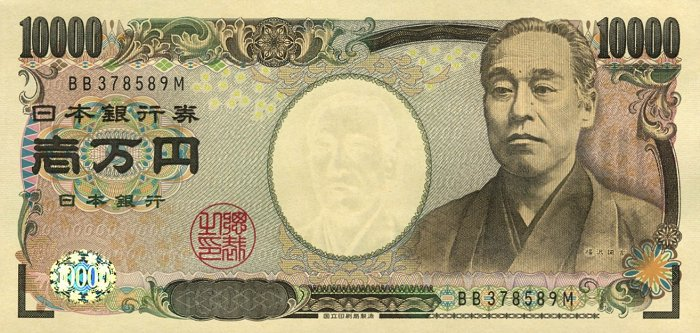
E호권 10000엔 앞면
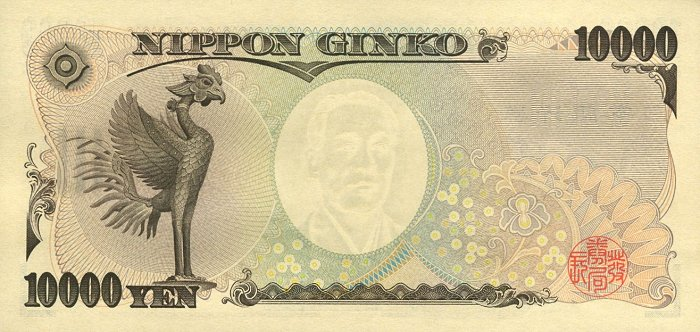
E호권 10000엔 뒷면

## F호권

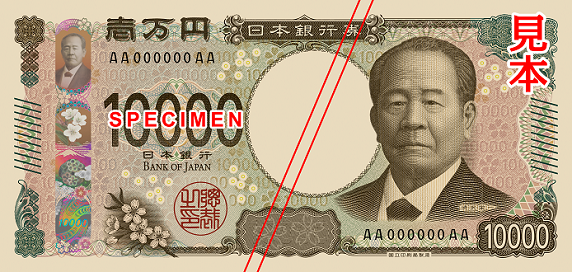
표면

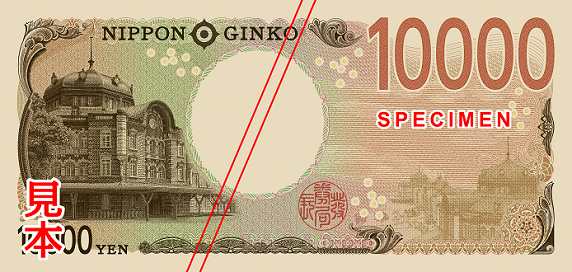
이면

2024년에 새롭게 선보일 일본은행권 10000엔권은 다음과 같이 바뀐다.
- 액면 : 10000엔 (壹万円)
- 표면 : 시부사와 에이이치
- 이면 : 도쿄역
- 인장 : 표면은 총재지인을, 이면은 발권국장으로 표시
- 명판 : 국립인쇄국 제조
- 기번호 사양 : 다음과 같음
  - 기번호색 : 검정
  - 기번호 구성 : 기호인 영문 2글자와 일련번호인 숫자 6열 그리고 영문 2글자 형태의 기호의 순으로 배치
- 수법 : 세로 76mm, 가로 160mm
- 발행 개시일 : 2024년 7월 3일
- 발행 정지 : 2034년 4월 2일

그래서 해당 지폐는 F호권으로 계획될 것이 추측되며, 1000엔 지폐 및 5000엔 지폐와 함께 새로이 바뀔 것이라는 관측이 있다.